# Towarzystwo Linneuszowskie w Londynie
Towarzystwo Linneuszowskie w Londynie (ang. The Linnean Society of London) – jedno z najstarszych stowarzyszeń naukowych w Londynie. Jest też najstarszym stowarzyszeniem poświęconym wyłącznie historii naturalnej. Zajmuje się badaniami i edukacją w zakresie historii naturalnej i taksonomii. Towarzystwo zostało założone w 1788 roku, przyjmując nazwę od szwedzkiego naukowca Karola Linneusza.

## Powstanie Towarzystwa
Założycielem i pierwszym przewodniczącym towarzystwa był Sir James Edward Smith (1759/28). Powstające stowarzyszenie traktował jako miejsce spotkań dla świata nauki historii naturalnej. Smith był naukowcem i kolekcjonerem. Do zasobów towarzystwa włączył kolekcje swoje jak również okazy roślin i zwierząt pierwotnie zebrane przez Linneusza.
Od 1857 r. towarzystwo wydawało czasopismo Journal of the proceedings of the Linnean Society. Botany.  W 1969 roku znów zmieniło ono nazwę na Botanical Journal of the Linnean Society i pod tym tytułem wychodzi do dzisiaj.

## Zbiory
Botaniczne i zoologiczne zbiory Linneusza zostały zakupione  przez sir Jamesa Smitha w 1783 roku. Obecnie zbiory obejmują 14.000 okazów roślin, 158 ryb, 1564 muszle, 3198 owadów, 1600 książek i 3000 listów i dokumentów.

## Członkostwo
Funkcjonują trzy kategorie członkostwa: Członek-student, Członek stowarzyszony i pełna forma członkostwa. Wymagana jest rekomendacja dwóch członków. Po przyjęciu nabywa się prawo do stosowania po nazwisku skrótu FLS (od: Fellow of the Linnean Society) lub ALS (od: Associate of the Linnean Society).

## Towarzystwa Linneuszowskie na świecie
- Australia: Linnean Society of New South Wales
- Francja: La Société Linnéenne de la Seine maritime

Société linnéenne de Lyon
Société linnéenne de Provence
Société Linnéenne de Bordeaux
Société Linnéenne de Normandie
- Kanada: Société linnéenne du Québec
- Stany Zjednoczone: The Linnean Society of Lake Superior, Inc.

The Linnaean Society of New York
- Szwecja: The Swedish Linnaeus Society
- Wielka Brytania: The Linnean Society of London